# Rory Storm
Rory Storm (7 de enero de 1938 - 28 de septiembre de 1972) fue un músico inglés y vocalista. Nacido como Alan Ernest Caldwell en Liverpool, Storm fue el cantante y líder de Rory Storm and the Hurricanes, una banda de Liverpool contemporánea a The Beatles, a fines de la década de 1950 y principios de 1960. Ringo Starr fue el baterista de The Hurricanes antes de unirse a The Beatles en agosto de 1962, reemplazando al baterista original, Pete Best.
Durante su duración, The Hurricanes fue uno de los actos más populares de los clubes de Liverpool y Hamburgo. A pesar de sus intentos por lograr una carrera discográfica, no tuvieron éxito. Lanzaron tan solo dos sencillos (y una pista de compilación adicional) durante los primeros años de la década de 1960 y ninguno de sus trabajos llegó a las listas de éxitos. Su segundo y último sencillo fue una versión de West Side Story con la canción «America», y fue producida por el mánager de The Beatles, Brian Epstein.
Cuando el padre de Storm murió, él volvió de Ámsterdam a Liverpool para estar con su madre en Stormsville, en el 54 Broad Green Road, Broadgreen, Liverpool. El 27 de septiembre de 1972, Storm desarrolló una infección del tracto respiratorio inferior (infección en el pecho) y no podía dormir bien, por lo que tomó pastillas para dormir. Al día siguiente él y su madre fueron encontrados muertos. La autopsia reveló que la madre de Storm no había tomado suficientes pastillas como para suicidarse, sin embargo se sospecha que lo hizo luego de encontrar el cadáver de su hijo.

## Primeros años
Rory Storm fue el nombre artístico de Alan Caldwell, nacido el 7 de enero de 1938, en Oakhill Park Estate, Stoneycroft, Liverpool. Hijo de Violet Disley y Ernest «Ernie» George W Caldwell. Su padre fue un limpiador de ventanas y portero a tiempo parcial en el Hospital Broadgreen, a menudo cantaba canciones a los pacientes. Storm tuvo una hermana, Iris Caldwell, quien salió con George Harrison cuando ella tuvo 12 años y con Paul McCartney, cuando ella tuvo 17. Iris luego se casó con Shane Fenton, quien fue conocido como Alvin Stardust. Además de la música, Storm se interesaba por los deportes, en particular el atletismo; se postuló para un equipo amateur en Liverpool llamado Pembroke Harriers, y ganó el récord de obstáculos del Pembroke Athletics and Cycle Club. En lugar de conducir hasta su casa luego de los conciertos en Liverpool, Storm prefería regresar corriendo.